# Maintenant ou jamais
Pour l’article homonyme, voir Maintenant ou jamais (film).
Maintenant ou jamais (titre original en italien : Se non ora, quando ? ) est un roman du chimiste et écrivain italien Primo Levi, récompensé par le prix Campiello (le deuxième pour l'auteur) et le prix Viareggio. Publié originellement en 1982 aux éditions Einaudi en Italie, il a été traduit en français en 1983 par Roland Stragliati aux éditions Julliard.

## Analyse

### Thèmes
Le récit reconstitue, sur la base de témoignages et de données documentaires recueillies par l'auteur dans l'après-guerre, l'histoire « plausible mais imaginaire » d'un groupe de partisans, juifs russes et polonais, à travers l'Europe ravagée des deux dernières années de la Seconde Guerre mondiale.
De la Biélorussie jusqu'à Milan, de l'identité yiddish à l'horizon d'une Palestine rêvée, le livre retrace l'itinéraire marqué d'errances, de sabotages et d'actions de « diversion », d'une poignée d'hommes et de femmes en quête de dignité.

### Titre
Le titre original de l'œuvre, Se non ora, quando? (signifiant littéralement si pas maintenant, alors quand ?), renvoie au refrain d’un chant attribué dans le roman à Martin Fontasch, chanteur-auteur-compositeur fictif dont le dernier souhait, avant d’être exécuté, est d’écrire une chanson :

« Si ce n'est moi qui me prends en charge, qui le fera pour moi ?

Si ce n'est ainsi qu'il faut faire, quoi faire ?

Et si ce n'est maintenant, quand alors ? »

En fin d’ouvrage, Primo Levi explique que ce leitmotiv et le titre italien sont inspirés d’une citation de Hillel Hazaken tirée des Maximes des Pères (Pirkei Avot). Il esquisse à la fois la réflexion philosophique portée par le texte et le regain d'intérêt de Primo Levi pour la judéité.